# ハン・ジュリ
ハン・ジュリ（Han Juri、朝: 한주리、韓蛛俐）は、カプコンが開発・販売している対戦格闘ゲーム『ストリートファイターIV』シリーズなどに登場する架空の人物。
ゲーム中では単にジュリ（漢字表記は「蛛俐」）と表記される。
担当声優は喜多村英梨（日本語）、ジェシカ・ストラウス（英語）。

## 概要
ハカンとともに『スーパーストリートファイターIV』（以下『スパIV』と表記）で新規追加されたキャラクターの1人。
当初、「韓国の人が抗議にくるような、強烈なキャラにしよう」というプロデューサーの指示と「韓国人の女性」「足技（テコンドー）」というコンセプトだけがあり、最初は老婆やスケート選手など様々な案が出されていた。途中から「悪役」というエッセンスが加えられることで先鋭化し、現在の形になった。キャラクターコンセプトデザイン（衣装デザイン）はイラストレーターのStudio CUBE.（岩田将尚、小松亜紗美）によるもの。
蜘蛛とテコンドーの道着をモチーフにした衣装で、イメージカラーはピンク。他の女性キャラクターとは違い、表情の豊かさよりも「眼で語る」ことを念頭に置いてモデリングされている。
なお、『スパIV』はキャラクターのプロフィールやキャッチコピーなどが一度発表された後に変更・修正されることがあったが、ジュリはそれがより顕著なキャラクターで、ゲーム発売前の初期設定と製品版では年齢設定などが変更されている。

## キャラクター設定
S.I.N構成員で、セスの懐刀を務める。コードネームは「スパイダー」。左眼に埋め込まれた風水エンジンと呼ばれる特殊な義眼によって超常的な能力を得ている。任務はその能力を活かした殺し屋まがいの汚れ仕事だが、文句を言うどころか楽しみながら、結果的には忠実に任務を遂行していく。
シャドルーを調査していた高名な検事を父親に持つ。15歳にして韓国テコンドー界のトップに君臨するほど天賦の才を持って生まれたが、家族とドライブ中に両親もろともシャドルーに拉致され暴行を受け、父親を、そして自分の左眼を失った。それ以来、ベガを殺すためにセスに接近、彼の立場を利用する目論みでS.I.Nに服従している。
ジュリの左眼に埋め込まれた風水エンジンはセスが開発した「気」の増幅装置で、これによりジュリは自身の持つ「気（内気功）」だけでなく、周囲の樹木や生物から発せられる「気（外気功）」も無理矢理絡め取り、己の力として利用することができる。リュウたちの使用する「波動」やベガの使用する「サイコパワー」と違って、「気」がフワフワした柔らかいものに見えるのは「気」の性質や発生原理が彼らのものと異なるためである。
自身のコードネームであり、「好きなもの」でもある蜘蛛はリュウが苦手とするもの。また、食べ物の好みもライバルにあたる春麗とは正反対になっている。
本人のストーリーでのライバルバトルの相手は父親の仇であるベガ。また、春麗とキャミィでプレイした場合のライバルバトルにも登場する。
ジュリをメインにしたXbox 360版『スパIV』の特典アニメ（OVA）では、ゲーム本編の裏側的な話が描かれており、春麗、ガイル、キャミィたちと戦って勝利している。
『ストリートファイターV』（以下『ストV』と表記）では紫と黒色のライダースーツを着て、バイクを乗り回す。ヘレンからシャドルー壊滅のための協力を何度も頼まれていたが「協力」することに興味がないため受け入れず、唯一残されたセスの丹田エンジンの応用機である風水エンジンを手に入れようとするベガと戦った際、子供の頃に奪われたのと同じように左目の中にある風水エンジンを奪われ（指で摘み取られ）S.I.N研究所跡地にて、風水エンジンとは別に作られたが使用しなかった「風水エンジン type a」を手に入れる再びシャドルー基地に向かい慌てるファンと闘ったことでベガとシャドルーの幹部、CIAが騒いでいる事から新たなる大きな戦いが起こる事を感じ、ヘレンの仲間になる。
『ストV』の個別ストーリーでは、CIAにマークされているがターゲットではないので今は野放しにしている事をクリムゾン・ヴァイパーがジュリ本人に話している。

### 人物
性格は極めて残忍で享楽的。戦うこと、そして倒した相手を徹底的に破壊することを何よりの楽しみとする危険な快楽主義者である。また、相手の命を奪うことにためらいを持たず、ファイターとの戦いも「試合」ではなく「殺し合い」と考えているため、ルール無用の非道で容赦のない戦い方を好む。
闘いの最中も相手を見下すような発言を行なったり、蠱惑的な挑発を見せたりするなどして余裕を見せ付ける。
両親と左眼を奪われた恨みを忘れておらず、ベガや、かつて所属していたキャミィを含む親衛隊に対して激しい憎悪を抱いているが、互いの目的さえ一致すれば行動をともにすることもある狡猾で気まぐれな面もある。
主人であるセスに対しては基本的に協力しているものの、本心ではセスとベガの共倒れを狙っており、セスもそんなジュリの計画を看破した上で彼女を利用している。また、セスのアーケードモードでは打倒ベガを果たした後もセスとの協力関係を維持しているが、ジュリ自身のアーケードモードでは反旗を翻し、セスを亡き者にしている。

## キャラクター性能
変則的な飛び道具「風破刃」を軸に、奇襲と牽制を織り交ぜながら戦うテクニカルなキャラクター。
相手の動きを封じて自分のペースに引き込むことが得意な攻撃的なキャラクターだが、他の女性キャラクター同様やや打たれ弱く防御に回るのは苦手。相手の攻撃を受け止めて発動する当身返し系の技も持つが、成功してもそれだけでは相手にダメージを与えることができない特殊な性質となっている。
『ウルトラストリートファイターIV』（以下『ウルIV』と表記）オメガエディションでは「邪風纏」から「風破刃」の他「天昇破」「風殺閃」などの技に派生できるようになり、攻めのスタイルが大きく変化した。
『ストV』では「風破ゲージ」を固有で持つ。

## 技の解説

### Vシステム
回旋連脚（かいせんれんきゃく）
Vリバーサル。「回旋断界落」の下位互換技。逆立ちして両足を広げプロペラのように回転しながら上昇する。下段始動で、回転足払いがヒットすると後の回転蹴りにつなぐ。
空亡襲（くうぼうしゅう）
Vシフトブレイク。踏み込みつつ、円を描くように踵を振り上げる。

#### Vスキル
化殺襲（かさつしゅう） [I]
相手に急接近して背後に回り込み、後ろ回し蹴りを繰り出す。ボタンホールドで溜めることができ、最大まで溜めると突進と後ろ回し蹴りで2ヒットになる。
風破円斬（ふうはえんざん） [II]
前方に円状の気を発生させる。発動後に再度コマンドを入力すると、その場に停滞する円状の飛び道具が発生する。飛び道具は風破連脚の各種派生技でキャンセル可能。

#### Vトリガー
風水エンジン type alpha（タイプ アルファ） [I]
『ストリートファイターIV』（以下『ストIV』と表記）シリーズとは違い、目から白い光を発する。
発動中はチェーンコンボが可能になるほか、ダッシュの移動スピードの上昇、「風破連脚」の派生技が蹴り上げを介さずに出せるようになる。
風水エンジン type beta（タイプ ベータ） [II]
自身の足元に回転する気流を発生させ、その気流に触れている間、相手のEXゲージを吸い取る。

### 投げ技
苛連脚（かれんきゃく）
『スパIV』の前方投げ。足の甲を相手の後頭部にかけ、引き寄せてから二連続で蹴り飛ばす。
圧殺脚（あっさつきゃく）
『スパIV』の後方投げ。相手を地面に転ばせ、高笑いを上げながら何度も跳ねて踏みつける。
蜘穿脚（ちせんきゃく）
『ストV』の前方投げ。相手に乗っかるようにしながら地面に倒し、頭を踏み潰すと逆の脚で首を捻る。
苛影脚（かえいきゃく）
『ストV』の後方投げ。脚で相手を背後まで運び、後ろ回し蹴りを繰り出す。
斬架閃（ざんかせん）
『ストV』の空中投げ。相手を掴むと踵落としで相手を地面に蹴り落とす。

### 特殊技
刹空（せっくう）
中段判定の飛び回し蹴り。
踏従襲（とうじゅうしゅう）
空中で真下に蹴りを放つ。
鉤鎌斬（こうれんざん）
蹴り上げ、踵落としの連撃。しゃがみガード不能。
殲廻脚（せんかいきゃく）
空中で宙返りの形で足を振り下ろす。しゃがみガード不能。
虚裂蹴（きょれつしゅう）
肘打ち→踵蹴り上げの連撃。
奄空襲（えんくうしゅう）
ジャンプ中パンチ→ジャンプ強キックの連撃。

### 必殺技
風破刃（ふうはじん）
打撃技の一段目と飛び道具の二段目で構成された多段技。レバー入力後ボタンを押すと一段目、離すと二段目が発動する。
一段目で足を真上に振り上げつつ周囲の「気」を絡め取り、二段目で回し蹴りとともに紫色の気弾を放つ。一段目は相手の飛び道具をかき消す効果があり、二段目はボタンの強弱によって気弾を放つ角度が前方正面から斜め上空まで変化する。
一般的な必殺技とは異なり、ボタンを押したときと離したときで個別のコマンド判定が存在する。そのため技が発動した後もボタンを離さずに押し続けていれば、ボタンを離すだけで即座に飛び道具を放つことができる。
EX技版は、蹴り上げ動作を行わず即座に気弾のみを放つ。
風刃連脚（ふうはれんきゃく）
『ストV』で追加された「風破刃」の改良版。最初の蹴り上げ動作でボタンの強度に応じた「風破アイコン」が点灯し、再び同じコマンドを入力すると派生技を繰り出す。またVトリガー[I]の「風水エンジン type alpha」発動中は蹴り上げを介さずに直接派生技が出るようになり、Vトリガーの効果時間が終了するまで何度でも使用可能。
弱…下段に回し蹴りをして、同時に弾速の遅い気弾を飛ばす。
中…少し飛び上がって踵落としを繰り出す。
強…少し飛び上がって両脚による二連続の上段回し蹴りを繰り出す。
EX…弱→強→中の動作を連続で行う。
疾空閃（しっくうせん）
空中でのみ発動可。上空から急襲する蹴り技で、ガード、ヒット関わらず相手に接触すると派生技「弐の閃」「参の閃」へと繋げることができる。
アーマーブレイク属性を持つが、一般的な空中技と違ってしゃがみガード可能。「参の閃」ヒット時は相手を前方に大きく吹き飛ばす。
EX技版は、「参の閃」で蹴り飛ばした相手が画面端にぶつかり跳ね返ってくるため追撃が可能。
死連閃（しれんせん）
『ウルIV』オメガエディションでは「弐の閃」「参の閃」がまとめられている。「疾空閃」のヒット位置によっては「死連閃」が空振りになってしまう。EX版は「疾空閃」がヒットすれば全段ヒットし、相手を高く蹴り上げる。通常版の様に壁バウンドしないが追撃は可能。
穿風車（せんぷうしゃ）
勢いよく足を振り上げ、風車のように回転して連続蹴りを放つ突進技。
攻撃判定が広く、クリーンヒット時はダウンを奪える。EX技版はその場で高速回転し、多段ヒットする。
天穿輪（てんせんりん）
弱でその場で、中と強とEXで斜め上に飛び上がりながら「穿風車」を繰り出す。対空技で、根本ヒットもするため起き攻めの対策にも使える。EX版は最後に蹴り落とす。
化殺視（かさつし）
構え中に相手の攻撃を受けることで発動する技。相手を手招きして挑発し、この状態のときに攻撃を受けると高速で移動して回避行動を取る。
ボタンの強弱で、成功時に移動する位置が前後や空中などに変化する。この技自体に攻撃性能はないが、画面端からの脱出や、相手の攻撃をかわして反撃を狙うことができる。
EX化殺視派生（EXかさつしはせい）
『ウルIV』オメガエディションでは、EX版が任意で移動先を前方、真上、斜め上に決めることができる他、攻撃を受けなくても移動が可能。
両断殺（りょうだんさつ）
低く飛び上がって回転しながら着地ざまに開脚蹴りをする。春麗の「覇山蹴」に性能が近い。しゃがみガード不能でリーチも長い。
邪風纏（じゃふうてん）
その場で気を溜める。レバー入力後は溜め続けることができ、ボタンを離すと後の派生技が発動する。『ウルIV』オメガエディションで使用。
派生技は「風破刃」を除いて全て2ヒット。
風破刃（ふうはじん）
「邪風纏」の溜めを話すと発動。回し蹴りと共に紫色の気弾を放つ。
風殺閃（ふうさつせん）
レバー前を押しながら「邪風纏」の溜めを離すと発動。弱中強それぞれの蹴り技を繰り出す。
弱…脚を横に大きく振りかぶった踵落とし。
中…踏み込みながらの2連続前蹴り。
強…飛び上がりながらの2連続蹴り上げ。
昇天破（しょうてんは）
通常版の「風破刃」の蹴り上げ動作を行う。弱中強で踏み込みが長くなるが威力は変わらない。
EX風破刃（EXふうはじん）
「邪風纏」のEX版はこの技になる。

### スーパーコンボ / スーパーアーツ
風破連刃（ふうはれんじん）
「風破刃」の強化版。前方広範囲に向かって「風破刃」を乱れ撃つ。EX版「風破刃」同様、蹴り上げ動作をせず、いきなり飛び道具部分を放つのが特徴。
発動時のボタンによって技を出す位置が変化し、弱はその場で、中は前方に踏み込みながら、強は後方に一歩退いてから技を繰り出す。
弄蛛網（ろうじゅもう）
『ウルIV』オメガエディションで「風破連刃」と差し替えられたスーパーコンボ。発動すると蜘蛛の如く地面を這いながら移動し、相手を掴むと蹴りの連打の後に、「風破刃」を乱れ撃つ。
移動中は姿勢が低いため飛び道具などを潜り抜けられ、昇天破から繋げられるため「風破連刃」よりも使いやすい技になっている。
殺界風破斬（さっかいふうはざん）
『ストV』ではクリティカルアーツとして実装されたが、『スト6』ではスーパーアーツとして実装された。
「風破連脚」を繰り出した後、前方に衝撃波を飛ばす技。
風水エンジン
『ストV』ではVトリガーとして実装されたが、『スト6』ではスーパーアーツとして実装された。
発動中は通常技や特殊技を自由にキャンセル可能になるが、必殺技以上の技ではキャンセル不可能になる。
また、発動時に押したパンチボタンを押しっぱなしにする事で、最初に体当たりする突進技に移行してそこから通常技や特殊技でキャンセル可能。故に、連続技に組み込む形でコンボを伸ばす使い方ができる。

### ウルトラコンボ
UC1 - 風水エンジン
左眼に埋め込まれた「風水エンジン」の力を解放し、一定時間自身の攻撃性能を強化するサポート的な技。
効果中は自身の左目が常に紫色の光を放つようになり、通常技を他の通常技や必殺技でキャンセルすることができるようになる。
UC2 - 回旋断界落（かいせんだんかいらく）
「風水エンジン」の力を一時的に解放し、両足を広げてプロペラのように高速回転しながら垂直に飛び上がった後、相手を下に蹴り落とす。
『スパIV』ではここからジュリ自身も素早く下降し落ちてきた相手の背中に蹴りを叩きこみ、地面に叩きつける。落ちてきた相手に足を突き込んで受け止めた上で、容赦なく地面に叩きつける。『ストリートファイター X 鉄拳』（以下『ストクロ』と表記）では、前方にステップしてから技を繰り出す。

### クリティカルアーツ
殺界風破斬（さっかいふうはざん）
風水エンジンtype aを発動させ脚に気を溜めると振り返り、『ストIV』のセービングアタックの動作で足を振りおろし巨大な刃を前方に跳ばす。
回旋断界落（かいせんだんかいらく）
風水エンジンの出力を全開にし、足払いから両足を広げて錐揉み回転しながら飛び上がり、ヒット後は上空で相手を踵落としで蹴り落とし、高速移動で地上に先回りしつつ高く上げた片脚で受け止め、脚を振り下ろして相手を地面に叩きつける。
『スト6』では技の構成が若干変更され、打点の高い飛び回し蹴りで始動、ヒット後は逆立ち蹴りで相手を打ち上げ、高速移動で先回りして踵落としするという内容になっており、地上で受け止める際の姿勢も異なる。
自身の体力が4分の1以下の場合は、フィニッシュの叩きつけの後に、倒れた相手の顎を足ですくい上げて表情を眺めてから、そのままぞんざいに払い捨てる演出が追加される。

## 登場作品
- ストリートファイターIVシリーズ
  - スーパーストリートファイターIV
  - スーパーストリートファイターIV アーケードエディション
  - ウルトラストリートファイターIV
- ストリートファイターV[8]
- ストリートファイター6
- ストリートファイター X 鉄拳
- PROJECT X ZONE - 序盤では敵として登場するが、後にソロユニットとして味方になる。
- PROJECT X ZONE 2:BRAVE NEW WORLD - 敵として登場。